# Забастовка в Толидо (1934)
Забастовка в Толидо (англ. Toledo Auto-Lite strike of 1934) — забастовка работников компании «Electric Auto-Lite» в городе Толидо (Толедо), штат Огайо; проходила с 12 апреля по 3 июня 1934 года и была организована профсоюзом Американской федерации труда (AFL). Включала в себя пятидневную «битву при Толидо» между неполными 10 000 забастовщиков и 1300 бойцами Национальной гвардии Огайо, в результате которой два человека погибли и более двух сотен получили ранения. Историки американского труда относят данную забастовку к трём ключевым забастовкам в истории США, поскольку победа местных активистов привела к массовому объединению в профсоюзы во всём городе.